# Recrutamento em universidade
Recrutamento em universidade (em inglês: campus recruitment ou university recruitment) é uma tática de recrutamento ou atração de estudantes (graduandos) de universidades para oportunidades de trabalho comumente aplicada por empresas de Tecnologia nos grandes centros tecnológicos, como o Vale do Silício.

## Processo
O processo de recrutamento em universidade geralmente consiste em uma ou mais das seguintes atividades:
- Empregadores promovem palestras discutindo sobre a experiência de trabalho na empresa, de maneira a despertar interesse nos estudantes ou indicar como os mesmos podem aprimorar suas aptidões para se tornarem mais competitivos no mercado de trabalho.
- Empregadores promovem atividades dinâmicas (como competições), com o intuito de premiar ou estimular estudantes de alto desempenho que podem ser potenciais candidatos a vagas de emprego na empresa.
- Vagas de oportunidade de trabalho ou estágio são oferecidas e um recrutador indica a forma de os estudantes de se aplicarem (que geralmente consiste em envio de currículo) e como devem se preparar para uma possível entrevista de emprego.
- Testes de habilidade e aptidão à vaga ou entrevistas são aplicados na própria universidade e os melhores candidatos são indicados para uma vaga ou para realizar testes mais avançados na própria empresa.

O ambiente criado por tal processo visa estimular a adequação dos estudantes ao mercado de trabalho que estarão sujeitos após se tornarem graduados.

## Programas para universitários
Uma das táticas de recrutamento em universidade é pelo oferecimento de programas de trabalho voltados para universitários. Essa costuma ser a prática mais utilizada, visto que concilia bem as restrições de carga horária e de condições de vida de um estudante com as de um ambiente de trabalho de empresa.
Entre os programas para universitários, existem dois tipos principais: dentro da universidade (do inglês, on-campus) ou fora da universidade (off-campus).

### Dentro da universidade
Nesse tipo de programa, o estudante trabalha em um departamento ou unidade da empresa dentro da universidade. Diversas empresas possuem vínculos com universidades, geralmente em algum projeto acadêmico. Tais unidades permitem que estudantes que já tenham cumprido determinado percentual da graduação ou pós-graduação trabalhem durante uma carga horária reduzida na unidade da empresa supervisionado por um mentor ou professor. É aplicado sobretudo em diversas universidades americanas ou canadenses, permitindo até mesmo estudantes estrangeiros, desde que adquiram visto com permissão de trabalho, possam trabalhar na própria instituição de ensino. As oportunidades costumam não ser de trabalho de tempo integral, mas para estagiários ou bolsistas de projetos acadêmicos vinculados a empresas.
No Brasil, o Centro de Informática da Universidade Federal de Pernambuco possui projetos de parceria com as empresas Motorola (Motorola Mobility), Samsung (em TV digital), e Itautec que permitem que estudantes trabalhem em projetos das empresas de cunho mais acadêmico em laboratórios dentro da universidade investidos pelas próprias empresas.

### Fora da universidade
As oportunidades fora da universidade geralmente são de programas de estágio (internship) ou de trabalho em projetos dentro da empresa voltados para treinamento de estudantes que trabalham num cenário mais limitado do ambiente de trabalho. Os programas de estágio costumam ter restrição de ocorrerem numa carga horária reduzida de maneira a não comprometer os estudos ou precisam ocorrer no período de férias dos estudantes.
Há também os programas de capacitação, que visam capacitar os estudantes do programa com o intuito de torná-los mais aptos ao ambiente de trabalho futuramente e possivelmente conceder oportunidade de trabalho ao final do programa quando o estudante possa ter concluído a graduação.
O governo do Canadá possui um programa que prevê a possibilidade de que uma pessoa com permissão de estudar no país possa trabalhar fora da universidade enquanto conclui os estudos, contanto que o trabalho possua uma carga horária de até 20 horas semanais em período de aula ou tempo integral durante as férias de universidade.

## Profissionais
Existem alguns tipos de profissionais ou pessoas especializadas no recrutamento em universidade, entre eles:
- Recrutador de universidade (university recruiter): em geral recrutador dedicado à execução de programas de recrutamento em universidade. Diversas grandes empresas de tecnologia contam com alguns recrutadores de universidade, como Facebook, Google, Microsoft. Tais profissionais são especialistas em encontrar estudantes de alto potencial (com grandes habilidades vinculadas ao trabalho alvo) e encaminhá-los às oportunidades de emprego que mais se adequem aos mesmos. Além das obrigações tradicionais de recrutador, envolve atividades como viajar às universidades e executar feiras, exposições com o intuito de chamar atenção ou encontrar diretamente tais candidatos. Outras obrigações podem incluir localizar potenciais universidades com programas de formação que mais se adequem às necessidades da empresa ou criar programas de interação com universidades a estimular a formação dos alunos mais voltada para a realidade da empresa. Há também a necessidade de interação com a equipe de ensino do colégio (professores, pesquisadores) que em geral são boas fontes de contatos para indicar candidatos fortes a vagas de emprego. Geralmente tais recrutadores são treinados com um programa de capacitação específico feito por seus gerentes de maneira a ensinar as práticas de recrutamento em universidade mais relevantes para a empresa em questão.[7]
- Embaixador de campus ou universidade (campus ambassador): alunos ou ex-alunos que já estiveram vinculados e possuem bom relacionamento com a empresa (na maioria das vezes, por programas de estágio) e auxiliam os recrutadores de universidade no trabalho mais rotineiro de divulgar oportunidades e estar disponível na universidade para eventuais dúvidas de outros estudantes. Funciona como um intermediário de alta disponibilidade entre o estudante e o recrutador de universidade. Também costuma ser responsável por indicar nomes de estudantes ou colegas de alto desempenho, potenciais candidatos aos recrutadores.

## Empresas de Tecnologia
As grandes empresas de Tecnologia do Vale do Silício, bem como diversas startups em ascensão, tem constantemente programas de recrutamento de universidade ativos.

### Google
O Google possui diversos programas de recrutamento e treinamento em universidades, sendo os principais:
- Google Teacher Academy[9]: é um programa de treinamento para professores a aprimorar seus métodos de ensino utilizando ferramentas inovativas, bem como um compartilhamento de experiência entre os ensinadores de maior impacto.
- Google Summer of Code[10]: é um programa mundial que oferece estipêndios a estudantes trabalharem em um projeto, escrevendo código para algum projeto de código aberto (open source).
- Google Jobs and Internships for Students[11]: é um programa de recrutamento para estudantes a trabalharem na empresa. Envolve tanto oportunidade de estágio como de tempo integral e permite a aplicação de candidatos mundialmente. Os currículos são selecionados para a realização de testes posteriormente que dependem da vaga aplicada, podendo ser realizados por telefone, Google Hangout ou pessoalmente.

### Facebook
O Facebook possui programas de recrutamento em universidades que buscam graduandos, graduados e doutorandos de alto desempenho para oportunidades de trabalho em tempo integral e estágios. A empresa também fornece os programas FBU que envolvem oportunidades de aprendizado (capacitação) e trabalho simultâneos tanto para engenheiros como na área de negócios (Marketing, Recursos Humanos, Operações).

### Microsoft
A empresa Microsoft possui uma série de programas vinculados a universidades, sendo os principais:
- Programa de Estágio[16]: estágio para estudantes da área de engenharia e negócios.
- Programa de Colegial[17] (ou highschool): voltado para despertar o interesse por tecnologia de alunos de colegial da região de Puget Sound, Washington, o programa de duração de 8-10 semanas permite que tais estudantes trabalhem em problemas interessantes da empresa.
- Microsoft Academy for College Hires (MACH)[18]: é um programa de formação complementar de duração de 2 anos para profissionais da área de marketing, vendas, serviços, TI e operações de maneira a aprimorar os conhecimentos mais voltados para a realidade da empresa, aumentar a rede de contatos e permitir uma aceleração do impacto do participante na empresa.

## Universidades envolvidas
Diversas universidades conceituadas estão constantemente envolvidas em programas de recrutamento de universidade, sendo algumas destacadas abaixo.

### Carnegie Mellon University (CMU)
É uma das principais universidades privadas de pesquisa americanas de Tecnologia, localizada na Pensilvânia. Já foi considerada como a número 1 pelo Wall Street Journal como a preferida e costuma estar sempre entre as mais procuradas pelos recrutadores de universidade na área de Ciência da computação. A universidade conta com um sistema de recrutamento online TartanTRAK, permitindo que empregadores se registrem e cadastrem oportunidades de trabalho a estudantes.

### Waterloo University
É uma universidade pública situada em Waterloo, Ontario, Canadá. Conta com um sistema JobMine, no qual empregadores registram vagas de trabalho disponíveis e estudantes podem se aplicar para as mesmas. A universidade possui espaço e recursos que permitem que recrutadores realizem entrevistas de emprego no próprio campus da universidade.

### Stanford University
Situada em Stanford, Califórnia, é, sem dúvidas, uma das mais prestigiadas universidades na área de Tecnologia dos Estados Unidos. A universidade conta com um sistema Career Development Center (CDC) que permite a busca por estudantes para vagas de tempo integral ou estágio. O sistema também facilita a realização de feiras de exposição, realização de entrevistas no campus.